# Tropfenherz
Mit Tropfenherz bezeichnet man in der Radiologie ein nicht vergrößertes, im Röntgenbild tatsächlich an einen Tropfen erinnerndes Herz, welches nicht regelrecht etwas schräg nach links (aus Patientensicht) in Fußrichtung, sondern gerade nach unten zeigt und zudem direkt mittig im Brustkorb sitzt.
Es kommt bei schmächtigen Personen als Cor asthenicum vor, aber auch z. B. als Folge eines Lungenemphysems bei (aufgrund der geblähten Lunge) krankhaft tief stehendem Zwerchfell. Durch den Zwerchfelltiefstand dehnt sich das Herz in vertikaler Richtung und wird schlanker, zudem tritt infolge des erniedrigten Herzminutenvolumens zumeist eine Linksherzatrophie auf.